# Tifinagh
Tifinagh (ⵜⵉⴼⵉⵏⴰⵖ [tifinaɣ]) je abeceda používaná berberskými národy. Vyvinula se pravděpodobně z fénického písma, nejstarší nápisy v tifinaghu jsou starší než dva tisíce let. Novodobá varianta, kterou vytvořil Institut royal de la culture amazighe, je od roku 2003 používána oficiálně v Maroku (na rozdíl od tradičního tifinaghu se píše zleva doprava).